# Амайя де Гарсиа, Грасиела
Мария Грасиела Амайя Баррьентос де Гарсиа (Гарсия, исп. María Graciela Amaya Barrientos de García; 11 января 1895 — 11 октября 1995) — центральноамериканская активистка феминистического и профсоюзного движений. Она родилась в Сальвадоре и получила педагогическое образование, а в возрасте двадцати лет перебралась в Гондурас. Присоединившись к социалистическому движению, она стала партийной активисткой и занималась организацией трудящихся в профсоюзы. В 1923 году она сформировала первую феминистскую организацию Гондураса и организовала вечерние школы для работающих женщин, где тех просвещали об их правах.
Изгнанная из Гондураса за руководство антиправительственными, она бежала в 1944 году на родину в Сальвадор, но осталась там всего на несколько месяцев, поскольку государственный переворот и возвращение диктатуры и там заставили её продолжить путь политической эмиграции. Переехав в Гватемалу, Гарсиа продолжала свою деятельность по просвещению и защите интересов рабочего класса, пока она не была выдворена в 1946 году. Обосновавшись наконец в Мексике, она работала в министерстве образования (секретариате народного просвещения) и писала статьи левого толка.

## Ранние годы
Мария Грасиела Амайя Барриентос родилась 11 января 1895 года в столичном Сан-Сальвадоре в семье Марии Долорес Барриентос и Хосе Бернардино Амайя. Её дедом по материнской линии был юрист и генерал Фелипе Баррьентос, а её двоюродный брат Фернандо Барриентос был профсоюзным организатором. Её мать умерла, когда ей было два года, и девочку воспитывала бабушка вместе с единственным братом и сестрой Фелипе Армандо. Амайя изучала педагогику в Escuela Normal de Maestras в Сан-Сальвадоре и затем преподавала в школах Сальвадора.
В 1915 году они с отцом переехали в столицу Гондураса Тегусигальпу, а в следующем году она вышла замуж за Хосе Гарсию Лардисабель. В начале 1920-х годов её брат Армандо, бывший организатором социалистического рабочего движения в Соединенных Штатах, присоединился к семье в Гондурасе, познакомив Гарсию с идеями социализма.

## Политическая и профсоюзная деятельность

### В Гондурасе
К 1921 году Гарсия, её брат Армандо, Виктор М. Ангуло, Мануэль Каликс Эррера и Карлос Гомес были завербованы Хуаном Пабло Уэйнрайтом в качестве марксистских профсоюзных организаторов. С ним они возглавляли организацию забастовок в Северном Гондурасе против железнодорожных и аграрных (производителей бананов) компаний с требованиями повышения заработной платы и льгот. Гарсия возглавляла профсоюз Redención, входивший в Федерацию трудящихся Гондураса (Рабочей федерации Гондураса, исп. Federación Obrera Hondureña, FOH).
В 1923 году она основала Общество феминистской культуры (исп. Sociedad de Cultura Feminista или исп. Sociedad Cultura Femenina), которое представляло собой социалистическую женскую группу, целью которого было объединение работниц. Эта первая феминистская группа, созданная в стране, участвовала в сопротивлении правительству, учреждала вечерние школы для женщин, которые стали форумами для обучения женщин их правам, и публиковала информационный бюллетень для обсуждения тем, касающихся эмансипации и проблем женщин.
Гарсия продолжала свою организационную деятельность, распространяя брошюры, но конфликты между Федерацией трудящихся Гондураса и Коммунистической партией Гондураса привели к роспуску FOH в 1929 году. 29 мая того же года она и её брат участвовали в организации съезда рабочих и крестьян (рабоче-крестьянского конгресса) в порту Тела. Съезд ознаменовал реорганизацию гондурасского рабочего движения, положив начало созданию Федерации профсоюзов Гондураса (исп. Federación Sindical Hondureña, FSH), которая первоначально объединяла докеров и железнодорожников, а затем и работников United Fruit Company.
К 1930 году Федерация под руководством Уэйнрайта начала забастовки против компаний Standard Fruit и United Fruit. Уэйнрайт был признан зачинщиком, был схвачен и после побег казнён в Гватемале в 1932 году. Однако Федерация вскоре провела ещё одну стачку против Standard Fruit и Trujillo Railroad Company. Они поддерживали М. Э. Каликса в борьбе за пост президента, но объявленный победителем на выборах 1932 года диктатор Тибурсио Кариас Андино объявил коммунистическую партию вне закона.
Гарсиа продолжала свою организационную и забастовочную деятельность из подполья вплоть до 1944 года. В мае и июне того года она возглавляла демонстрации перед президентской резиденцией, призывая к освобождению политзаключённых. В июле прошли массовые протесты против правительства Кариаса, и Гарсиа была арестована и заключена в тюрьму. Она и её брат были изгнаны из страны и отправлены на родину в Сальвадор, где как раз была свергнута диктатура Максимилиано Эрнандеса Мартинеса.

### В Сальвадоре и Гватемале
Там она вступила в Национальный союз трудящихся (исп. Unión Nacional de Trabajadores, UNT), связанный с нелегальной Коммунистической партией Сальвадора, и продолжала свою профсоюзную деятельность. Вступив в Комитет женщин, она участвовала в президентской кампании Артуро Ромеро, бывшего одним из кандидатов на замену временного президента Андреса Игнасио Менендеса. Однако государственный переворот Осмина Агирре-и-Салинаса положил конец выборам в октябре 1944 года, Гарсиа бежала в Гватемалу, где победила Гватемальская революция.
В Гватемале Гарсиа организовала Комитет освобождения Сальвадора для поддержки изгнанников из Сальвадора и повстанцев, сражающихся против Агирре. Её сын Томас, хотя и был студентом третьего курса медицинского факультета, присоединился к сопротивлению и был убит в бою близ Ауачапана в декабре 1944 года.
В 1945 году она выступила одной из основателей Конфедерации трудящихся Гватемалы и организовала школу «Кларидад» (Claridad) для обучения работниц и рабочих, как ранее в Гондурасе. Хотя гватемальское правительство Хуана Хосе Аревало придерживалось левой ориентации, но оппозиция профсоюзам со стороны консервативных кругов привела к изгнанию Гарсии из страны по приказу президента в феврале 1946 года.

### В Мексике
Она и её муж отправились в Мехико, откуда продолжали способствовать движению сопротивления диктатуре Кариаса. Она устроилась на работу в Секретариат народного образования, где сотрудничала с 1946 по 1979 год. Она также оставалась активной в профсоюзах и левых политических движениях, публикуя статьи в различных газетах, таких как El Popular и выходящий два раза в месяц журнал Pagenias de Ayer y de Hoy.
Гарсия опубликовала свои мемуары «Страницы революционной борьбы в Центральной Америке» (Páginas de lucha revolucionaria en Centroamérica) в 1971 году и «В окопах борьбы за социализм» (n las trincheras de a lucha por el socialismo) в 1975 году. В 1977 году её пригласили присутствовать на торжественном мероприятии в её честь в Национальном автономном университете Гондураса. Это стало её первым возвращением в Центральную Америку за более чем три десятилетия. После чествования группа женщин в университете основала коллективную феминистскую группу под названием Грасиела Амайя Гарсия (GAG), чтобы почтить и признать вклад Гарсии в образование и борьбу за права женщин в стране, а также знакомить общество с феминистскими идеалами.
Гарсиа умерла 11 октября 1995 года в Мехико в 100-летнем возрасте . В Гондурасе её помнят как основательницу женского движения, а во всей Центральной Америке — за её вклад в борьбу за трудящихся.